# Under pyramiden
Under Pyramiden (engelska: Under the Pyramid) är en svensk äventyrsthriller som hade premiär i Sverige den 5 februari 2016. Den är regisserad Axel Petersén, som även skrivit manus.

## Handling
Filmen handlar om Katarinas far som försvinner spårlöst. Hennes far är en respekterad konsthandlare och det visar sig att han blivit kidnappad i Egypten av hans förre smuggelpartner.

## Rollista (i urval)
- Stine Fischer Christensen – Katarina Oxe
- Reine Brynolfsson – Bo Lauritz
- Johan Rabaeus – Sten Oxe
- Leonore Ekstrand – Theresa
- David Dastmalchian – Yonas Al Masri
- Philip Zandén – Arthur Ramsby
- Ali Cifteci – Ben
- Kevin Vaz – Elis
- Joel Spira – Yosi
- Nanette Drazic – Ruth